# Kléber (ur. 1980)
Kléber, właśc. Kléber de Carvalho Corrêa (ur. 1 kwietnia 1980 roku w São Paulo) – brazylijski piłkarz występujący na pozycji obrońcy. Obecnie gra w SC Internacional.

## Kariera klubowa
Kléber de Carvalho Corrêa zawodową karierę rozpoczynał w 1998 roku w Corinthians Paulista. W debiutanckim sezonie rozegrał dla niego tylko trzy ligowe spotkania, jednak w kolejnych rozgrywkach grywał już znacznie częściej. Razem z Corinthians Kléber dwa razy z rzędu sięgnął po tytuł mistrza kraju, raz zdobył Puchar Brazylii, trzy razy triumfował w rozgrywkach Campeonato Paulista oraz wywalczył Klubowe Mistrzostwo Świata.
Kléber dla swojej drużyny zaliczył 94 ligowe występy, po czym w 2003 roku odszedł do niemieckiego klubu Hannover 96. Zajął z nim czternastą pozycję w tabeli Bundesligi, a po zakończeniu rozgrywek podpisał kontrakt z FC Basel. W sezonie 2004/2005 razem z nowym zespołem Kléber wywalczył mistrzostwo Szwajcarii. W trakcie trwania kolejnych rozgrywek brazylijski obrońca powrócił do Brazylii i został zawodnikiem Santos FC. W 2006 i 2007 roku po raz kolejny w karierze zdobył mistrzostwa stanu São Paulo.
12 maja 2008 roku Kléber w jednym z wywiadów powiedział, że jest bliski przejścia do FC Porto i czeka na ofertę z portugalskiej drużyny. Ta jednak nie nadpłynęła i Brazylijczyk pozostał w Santos FC. 26 stycznia 2009 roku podpisał jednak trzyletnią umowę z SC Internacional.

## Kariera reprezentacyjna
W reprezentacji Brazylii Kléber zadebiutował w 2002 roku. Brał między innymi udział w Pucharze Konfederacji 2003, na którym "Canarinhos" odpadli już w rundzie grupowej oraz w Copa América 2007, który zakończył się zwycięstwem podopiecznych Carlosa Dungi.